# Сокуле (Підляське воєводство)
Сокуле (пол. Sokóle) — село в Польщі, у гміні Нурець-Станція Сім'ятицького повіту Підляського воєводства.
Населення — 44 особи (2011).
У 1975-1998 роках село належало до Білостоцького воєводства.

## Демографія
Демографічна структура станом на 31 березня 2011 року:
|          | Загалом | Допрацездатний вік | Працездатний вік | Постпрацездатний вік |
| -------- | ------- | ------------------ | ---------------- | -------------------- |
| Чоловіки | 23      | 0                  | 17               | 6                    |
| Жінки    | 21      | 1                  | 6                | 14                   |
| Разом    | 44      | 1                  | 23               | 20                   |